# Акбаров Султан Умарович
Султа́н Ума́рович Акба́ров (4 березня 1923 — 1997) — узбецький поет, перекладач, журналіст. Заслужений діяч культури Узбекистана. Псевдонім — Султан Акбарі.

## Біографічні відомості
Султан Умарович Акбаров народився 4 березня  1923 року.
Був членом КПРС від 1946 року.
Султан Акбарі — один із перекладачів киргизького епоса «Манас» .
Йому належать переклади узбецькою мовою 12 творів Тараса Шевченка, серед них: «Сон» («У всякого своя доля…»), «Утоплена», «Не завидуй багатому», інші. Вони ввійшли до узбецького видання Шевченка «Вибране» (том І, Ташкент, 1959).